# Jan Pytlick
Jan Pytlick (Thurø, 5 de junho de 1967) é um ex-handebolista e treinador dinamarquês, bicampeão olímpico.
Jan Pytlick foi o treinador dos elencos femininos da Dinamarca medalha de ouro, de Sydney 2000 e Atenas 2004, ele dirigiu o time feminino de 1998–2005, e 2007–2015 como segunda passagem.